# Daniel Manche
Daniel Manche (Alabama, 28 januari 1993) is een Amerikaans acteur en voormalig jeugdacteur.
Manche is het meest bekend van zijn rol als J.J. Snyder in de televisieserie As the World Turns waar hij in 92 afleveringen speelde.

## Biografie
Manche werd geboren in de staat Alabama, en groeide op in New York en woont nu in het noorden van de staat New Jersey.

## Filmografie

### Films
- 2013 Jug Face – als Jessaby
- 2008 I Sell the Dead – als jonge Arthur
- 2007 The Girl Next Door – als David Moran
- 2005 Headspace – als jonge Harry

### Televisieseries
Uitgezonderd eenmalige gastrollen.
- 2009 One Life to Live – als Tom – 5 afl.
- 2006 – 2008 As the World Turns – als J.J. Snyder – 92 afl.

## Theaterwerk opBroadway
- 2006 – 2007 Dr. Suess' How the Grinch Stole Christmas – als Little Who
- 2006 – 2007 Tarzan – als jonge Tarzan
- 2003 Nine – als jonge Guido (understudy)

- Bibliothèque nationale de France: cb16008792b (data)
- International Standard Name Identifier: 0000 0000 5914 1589
- Virtual International Authority File: 85964023